# Peter Bonetti
Peter Phillip Bonetti (ur. 27 września 1941 w Londynie, zm. 12 kwietnia 2020) – angielski piłkarz, reprezentant kraju, mistrz świata z 1966 roku.

## Kariera sportowa
Początkowo zawodnik Chelsea, w której zadebiutował w marcu 1960 roku. Kilka miesięcy później wraz z juniorami londyńskiego klubu zdobył FA Youth Cup. W sezonie 1960/1961 stał się pierwszym bramkarzem swojego zespołu. W 1965 wywalczył z nim Puchar Ligi Angielskiej. Pięć lat później sięgnął po puchar kraju – zagrał w obu finałowych meczach z Leeds United. W 1971 roku wraz z Chelsea zdobył Puchar Zdobywców Pucharów – w obu finałowych spotkaniach z Realem Madryt wystąpił przez pełne 90 minut.
W 1975 był piłkarzem St. Louis Stars, z którym wygrał rozgrywki Central Division. Następnie powrócił do Chelsea i był jej zawodnikiem do 1979; łącznie w barwach londyńskiego zespołu rozegrał 729 meczów. Został pierwszym laureatem zawodnika roku w klubie ze Stamford Bridge przez rozegranie 21 spotkań bez wpuszczenia bramki. Ze względu na jego doskonałą zwinność kibice The Blues nadali mu przydomek „The Cat” (ang. Kot). W latach 1979–1980 występował w szkockim Dundee United (rozegrał pięć meczów), zaś później grał w Woking.
W reprezentacji Anglii zadebiutował 3 lipca 1966 w meczu z Danią. W tym samym roku uczestniczył w mistrzostwach świata. W angielskim turnieju, w którym Anglicy wywalczyli mistrzostwo globu, nie wystąpił w żadnym spotkaniu (złoty medal otrzymał dopiero w 2009). W 1970 roku brał udział w mistrzostwach świata w Meksyku – zagrał w przegranym ćwierćfinałowym pojedynku z Republiką Federalną Niemiec.